# Arondismentul Louhans
Arondismentul Louhans (în franceză Arrondissement de Louhans) este un arondisment din departamentul Saône-et-Loire, regiunea Bourgogne, Franța.

## Subdiviziuni

### Cantoane
- Cantonul Beaurepaire-en-Bresse
- Cantonul Cuiseaux
- Cantonul Cuisery
- Cantonul Louhans
- Cantonul Montpont-en-Bresse
- Cantonul Montret
- Cantonul Pierre-de-Bresse
- Cantonul Saint-Germain-du-Bois

### Comune
| 1. L'Abergement-de-Cuisery (71001) | 2. Authumes (71013)                   | 3. Bantanges (71018)                | 4. Beaurepaire-en-Bresse (71027)    |
| 5. Beauvernois (71028)             | 6. Bellevesvre (71029)                | 7. Bosjean (71044)                  | 8. Bouhans (71045)                  |
| 9. Branges (71056)                 | 10. Brienne (71061)                   | 11. Bruailles (71064)               | 12. Champagnat (71079)              |
| 13. La Chapelle-Naude (71092)      | 14. La Chapelle-Saint-Sauveur (71093) | 15. La Chapelle-Thècle (71097)      | 16. Charette-Varennes (71101)       |
| 17. La Chaux (71121)               | 18. Condal (71143)                    | 19. Cuiseaux (71157)                | 20. Cuisery (71158)                 |
| 21. Dampierre-en-Bresse (71168)    | 22. Devrouze (71173)                  | 23. Diconne (71175)                 | 24. Dommartin-lès-Cuiseaux (71177)  |
| 25. Le Fay (71196)                 | 26. Flacey-en-Bresse (71198)          | 27. Frangy-en-Bresse (71205)        | 28. La Frette (71206)               |
| 29. Fretterans (71207)             | 30. Frontenard (71208)                | 31. Frontenaud (71209)              | 32. La Genête (71213)               |
| 33. Huilly-sur-Seille (71234)      | 34. Joudes (71243)                    | 35. Jouvençon (71244)               | 36. Juif (71246)                    |
| 37. Lays-sur-le-Doubs (71254)      | 38. Loisy (71261)                     | 39. Louhans (71263)                 | 40. Mervans (71295)                 |
| 41. Le Miroir (71300)              | 42. Montagny-près-Louhans (71303)     | 43. Montcony (71311)                | 44. Montjay (71314)                 |
| 45. Montpont-en-Bresse (71318)     | 46. Montret (71319)                   | 47. Mouthier-en-Bresse (71326)      | 48. Ménetreuil (71293)              |
| 49. Ormes (71332)                  | 50. Pierre-de-Bresse (71351)          | 51. Le Planois (71352)              | 52. Pourlans (71357)                |
| 53. La Racineuse (71364)           | 54. Rancy (71365)                     | 55. Ratte (71367)                   | 56. Sagy (71379)                    |
| 57. Saillenard (71380)             | 58. Saint-André-en-Bresse (71386)     | 59. Saint-Bonnet-en-Bresse (71396)  | 60. Saint-Germain-du-Bois (71419)   |
| 61. Saint-Martin-du-Mont (71454)   | 62. Saint-Usuge (71484)               | 63. Saint-Vincent-en-Bresse (71489) | 64. Saint-Étienne-en-Bresse (71410) |
| 65. Sainte-Croix (71401)           | 66. Savigny-en-Revermont (71506)      | 67. Savigny-sur-Seille (71508)      | 68. Sens-sur-Seille (71514)         |
| 69. Serley (71516)                 | 70. Serrigny-en-Bresse (71519)        | 71. Simandre (71522)                | 72. Simard (71523)                  |
| 73. Sornay (71528)                 | 74. Le Tartre (71534)                 | 75. Thurey (71538)                  | 76. Torpes (71541)                  |
| 77. Varennes-Saint-Sauveur (71558) | 78. Vincelles (71580)                 | 79. Vérissey (71568)                |                                     |